# Русская община Республики Саха
Русская община Республики Саха (Якутия) — общественная организация в Якутии. Создана в апреле 1994 года. Основная цель — защита и реализация гражданских, экономических, социальных, политических и культурных прав и свобод русского народа, сохранение самобытной духовности, культуры, обычаев, обрядов и традиций.
Организация сотрудничает с Департаментом по делам народов и федеративным отношениям, Ассамблеей народов Республики Саха (Якутия), мэрией г. Якутска и др. Принимает участие в культурных и общественных мероприятиях — фестивалях, Днях славянской письменности и культуры.
Основателем и председателем общины до 2017 года была Людмила Герасимовна Медведева. С 2017 года председателем общины является Александр Подголов.